# سيرجيو ألبرت
سيرجيو ألبرت (بالإسبانية: Sergio Albert)‏ هو لاعب كرة قدم أمريكية مكسيكي، ولد في 28 أكتوبر 1951 في مدينة مكسيكو في المكسيك.

## وصلات خارجية
- سيرجيو ألبرت على موقع مرجع كرة القدم المحترفة.كوم (الإنجليزية)
- سيرجيو ألبرت على موقع JustSportsStats.com (الإنجليزية)